# 刘平建
刘平建（1964年—），湖南隆回人，汉族，中华人民共和国政治人物、第十二届全国人民代表大会湖南地区代表。
毕业于湖南大学工商管理专业。湖南建鸿达实业有限公司董事长、省光彩基金协会副会长。2008年起担任全国人大代表。2013年，担任全国人大代表。
2016年，因涉嫌行贿犯罪，被罢免全国人大代表资格。